# Campeonato Mundial de Balonmano Masculino de 1974
El VIII Campeonato Mundial de Balonmano Masculino se celebró en la RDA entre el 28 de febrero y el 10 de marzo de 1974 bajo la organización de la Federación Internacional de Balonmano (IHF) y la Federación de Balonmano de Alemania Oriental.

## Primera fase

### Grupo A
| Equipo         | J | G | E | P | G+ | G- | DG  | PTS |
| -------------- | - | - | - | - | -- | -- | --- | --- |
| Checoslovaquia | 3 | 3 | 0 | 0 | 58 | 38 | +20 | 6   |
| Dinamarca      | 3 | 2 | 0 | 1 | 43 | 44 | -1  | 4   |
| RFA            | 3 | 1 | 0 | 2 | 44 | 45 | -1  | 2   |
| Islandia       | 3 | 0 | 0 | 3 | 48 | 66 | -18 | 0   |

- Resultados

| Fecha | Partido        | Partido | Partido   | Resultado |
| ----- | -------------- | ------- | --------- | --------- |
| 28.02 | Checoslovaquia | -       | Islandia  | 25-15     |
| 28.02 | RFA            | -       | Dinamarca | 11-12     |
| 01.03 | Checoslovaquia | -       | Dinamarca | 16-12     |
| 01.03 | RFA            | -       | Islandia  | 22-16     |
| 03.03 | Checoslovaquia | -       | RFA       | 17-11     |
| 03.03 | Dinamarca      | -       | Islandia  | 19-17     |

### Grupo B
| Equipo  | J | G | E | P | G+ | G- | DG  | PTS |
| ------- | - | - | - | - | -- | -- | --- | --- |
| Rumania | 3 | 2 | 0 | 1 | 57 | 45 | +12 | 4   |
| Polonia | 3 | 2 | 0 | 1 | 55 | 43 | +12 | 4   |
| Suecia  | 3 | 1 | 0 | 2 | 44 | 53 | -9  | 2   |
| España  | 3 | 1 | 0 | 2 | 41 | 56 | -15 | 2   |

- Resultados

| Fecha | Partido | Partido | Partido | Resultado |
| ----- | ------- | ------- | ------- | --------- |
| 28.02 | España  | -       | Suecia  | 15-14     |
| 28.02 | Rumania | -       | Polonia | 18-14     |
| 01.03 | Rumania | -       | España  | 21-11     |
| 01.03 | Suecia  | -       | Polonia | 10-20     |
| 03.03 | Polonia | -       | España  | 21-15     |
| 03.03 | Rumania | -       | Suecia  | 18-20     |

### Grupo C
| Equipo         | J | G | E | P | G+ | G-  | DG  | PTS |
| -------------- | - | - | - | - | -- | --- | --- | --- |
| RDA            | 3 | 2 | 1 | 0 | 81 | 45  | +36 | 5   |
| URSS           | 3 | 2 | 1 | 0 | 80 | 44  | +36 | 5   |
| Japón          | 3 | 1 | 0 | 2 | 63 | 74  | -11 | 2   |
| Estados Unidos | 3 | 0 | 0 | 3 | 43 | 104 | -61 | 0   |

- Resultados

| Fecha | Partido | Partido | Partido        | Resultado |
| ----- | ------- | ------- | -------------- | --------- |
| 28.02 | RDA     | -       | Japón          | 31-16     |
| 28.02 | URSS    | -       | Estados Unidos | 40-11     |
| 01.03 | RDA     | -       | Estados Unidos | 35-14     |
| 01.03 | URSS    | -       | Japón          | 25-18     |
| 03.03 | RDA     | -       | URSS           | 15-15     |
| 03.03 | Japón   | -       | Estados Unidos | 29-18     |

### Grupo D
| Equipo     | J | G | E | P | G+ | G- | DG  | PTS |
| ---------- | - | - | - | - | -- | -- | --- | --- |
| Yugoslavia | 3 | 3 | 0 | 0 | 81 | 47 | +34 | 6   |
| Hungría    | 3 | 2 | 0 | 1 | 67 | 46 | +21 | 4   |
| Bulgaria   | 3 | 1 | 0 | 2 | 55 | 60 | -5  | 2   |
| Argelia    | 3 | 0 | 0 | 3 | 38 | 88 | -50 | 0   |

- Resultados

| Fecha | Partido    | Partido | Partido  | Resultado |
| ----- | ---------- | ------- | -------- | --------- |
| 28.02 | Yugoslavia | -       | Bulgaria | 25-17     |
| 28.02 | Hungría    | -       | Argelia  | 30-10     |
| 01.03 | Yugoslavia | -       | Argelia  | 35-12     |
| 01.03 | Hungría    | -       | Bulgaria | 19-15     |
| 03.03 | Yugoslavia | -       | Hungría  | 21-18     |
| 03.03 | Bulgaria   | -       | Argelia  | 23-16     |

## Segunda fase

### Grupo I
| Equipo         | J | G | E | P | G+ | G- | DG  | PTS |
| -------------- | - | - | - | - | -- | -- | --- | --- |
| Rumania        | 3 | 3 | 0 | 0 | 58 | 38 | +20 | 6   |
| Polonia        | 3 | 2 | 0 | 1 | 47 | 43 | +4  | 4   |
| Checoslovaquia | 3 | 1 | 0 | 2 | 45 | 51 | -6  | 2   |
| Dinamarca      | 3 | 0 | 0 | 3 | 32 | 50 | -18 | 0   |

- Resultados

| Fecha | Partido        | Partido | Partido | Resultado |
| ----- | -------------- | ------- | ------- | --------- |
| 05.03 | Checoslovaquia | -       | Polonia | 16-19     |
| 05.03 | Dinamarca      | -       | Rumania | 11-20     |
| 07.03 | Checoslovaquia | -       | Rumania | 13-20     |
| 07.03 | Dinamarca      | -       | Polonia | 9-14      |

### Grupo II
| Equipo     | J | G | E | P | G+ | G- | DG  | PTS |
| ---------- | - | - | - | - | -- | -- | --- | --- |
| RDA        | 3 | 2 | 1 | 0 | 51 | 42 | +9  | 5   |
| Yugoslavia | 3 | 2 | 0 | 1 | 56 | 52 | +4  | 4   |
| URSS       | 3 | 1 | 1 | 1 | 47 | 48 | -1  | 3   |
| Hungría    | 3 | 0 | 0 | 3 | 43 | 55 | -12 | 0   |

- Resultados

| Fecha | Partido | Partido | Partido    | Resultado |
| ----- | ------- | ------- | ---------- | --------- |
| 05.03 | URSS    | -       | Yugoslavia | 15-18     |
| 05.03 | RDA     | -       | Hungría    | 17-10     |
| 07.03 | RDA     | -       | Yugoslavia | 19-17     |
| 07.03 | URSS    | -       | Hungría    | 17-15     |

## Fase final

### Partidos de clasificación
Séptimo lugar
| Fecha | Partido¹ | Partido¹ | Partido¹  | Resultado |
| ----- | -------- | -------- | --------- | --------- |
| 09.03 | Hungría  | -        | Dinamarca | 22-15     |

- (¹) – En Berlín Oriental.

Quinto lugar
| Fecha | Partido¹ | Partido¹ | Partido¹       | Resultado |
| ----- | -------- | -------- | -------------- | --------- |
| 10.03 | URSS     | -        | Checoslovaquia | 26-24     |

- (¹) – En Berlín Oriental.

### Tercer lugar
| Fecha | Partido¹   | Partido¹ | Partido¹ | Resultado |
| ----- | ---------- | -------- | -------- | --------- |
| 09.03 | Yugoslavia | -        | Polonia  | 18-16     |

- (¹) – En Berlín Oriental.

### Final
| Fecha | Partido¹ | Partido¹ | Partido¹ | Resultado |
| ----- | -------- | -------- | -------- | --------- |
| 10.03 | Rumania  | -        | RDA      | 14-12     |

- (¹) – En Berlín Oriental.

## Medallero
|         |     |            |
| Rumanía | RDA | Yugoslavia |

## Estadísticas

### Clasificación general
| 1. Rumania         |
| 2. RDA             |
| 3. Yugoslavia      |
| 4. Polonia         |
| 5. URSS            |
| 6. Checoslovaquia  |
| 7. Hungría         |
| 8. Dinamarca       |
| 9. RFA             |
| 10. Suecia         |
| 11. Bulgaria       |
| 12. Japón          |
| 13. España         |
| 14. Islandia       |
| 15. Argelia        |
| 16. Estados Unidos |

### Máximos goleadores
| N.º | Nombre           | País     | Goles |
| --- | ---------------- | -------- | ----- |
| 1   | Ştefan Birtalan  | Rumania  | 43    |
| 2   | Yoji Satohi      | Japón    | 41    |
| 3   | Vladimir Maximov | URSS     | 31    |
| 3   | Sergei Aladzhov  | Bulgaria | 31    |
| 5   | Kenji Fujinaka   | Japón    | 30    |